# Syndrome ebrieux
 (juillet 2008).
Si vous disposez d'ouvrages ou d'articles de référence ou si vous connaissez des sites web de qualité traitant du thème abordé ici, merci de compléter l'article en donnant les références utiles à sa vérifiabilité et en les liant à la section « Notes et références ».
Le syndrome ebrieux ou narcotique est une maladie professionnelle qui peut aller jusqu'au coma.
les symptômes sont:
- ralentissement psychomoteur ;
- troubles de la dextérité, de la mémoire, de l'organisation visuospatiale, des fonctions exécutives, de l'attention,

et ne s'aggravant pas après cessation de l'exposition au risque. 
1 an (sous réserve d'une durée d'exposition d'au moins 10 ans).
Traitement des résines naturelles et synthétiques.
Emploi de vernis, peintures, émaux, mastic, colles, laques.
Production de caoutchouc naturel et synthétique
Le diagnostic d'encéphalopathie toxique sera établi après exclusion des troubles cognitifs liés à la maladie alcoolique, par des tests psychométriques et confirmé par la répétition de ces tests.
Affections engendrées par les solvants organiques liquides à usage professionnel : hydrocarbures liquides aliphatiques ou cycliques saturés ou insaturés et leurs mélanges ; hydrocarbures halogénés liquides, etc.